# Virola surinamensis
A Virola surinamensis (Rol.) Warb., conhecida popularmente como ucuuba, é uma árvore de cerca de 60 m de altura, comumente encontrada em lugares alagados, geralmente perto de igapós.
Árvore nativa da várzea de toda a região amazônica estendendo sua ocorrência até o Maranhão e Pernambuco. O nome da árvore significa na língua indígena UCU (graxa) e YBA (árvore), prefere regiões alagadas, atingindo uma altura de 25 a 35 m. Uma árvore adulta pode produzir entre 30 - 50 Kg de sementes por ano. As sementes são ricas em gorduras (60 – 70%) e o rendimento em óleo∕sebo pode chegar até 50% por quilo de semente seca. Numa plantação com 150 árvores por hectare poderá ser colhida até 7 mil quilos de sementes, o que renderia 3500 kg de gordura∕hectare. O crescimento da ucuuba no campo pode alcançar até 3 m em dois anos. A madeira dessa árvore é de excelente qualidade para compensados e laminados, o que está ameaçando intensamente o recurso florestal remanescente

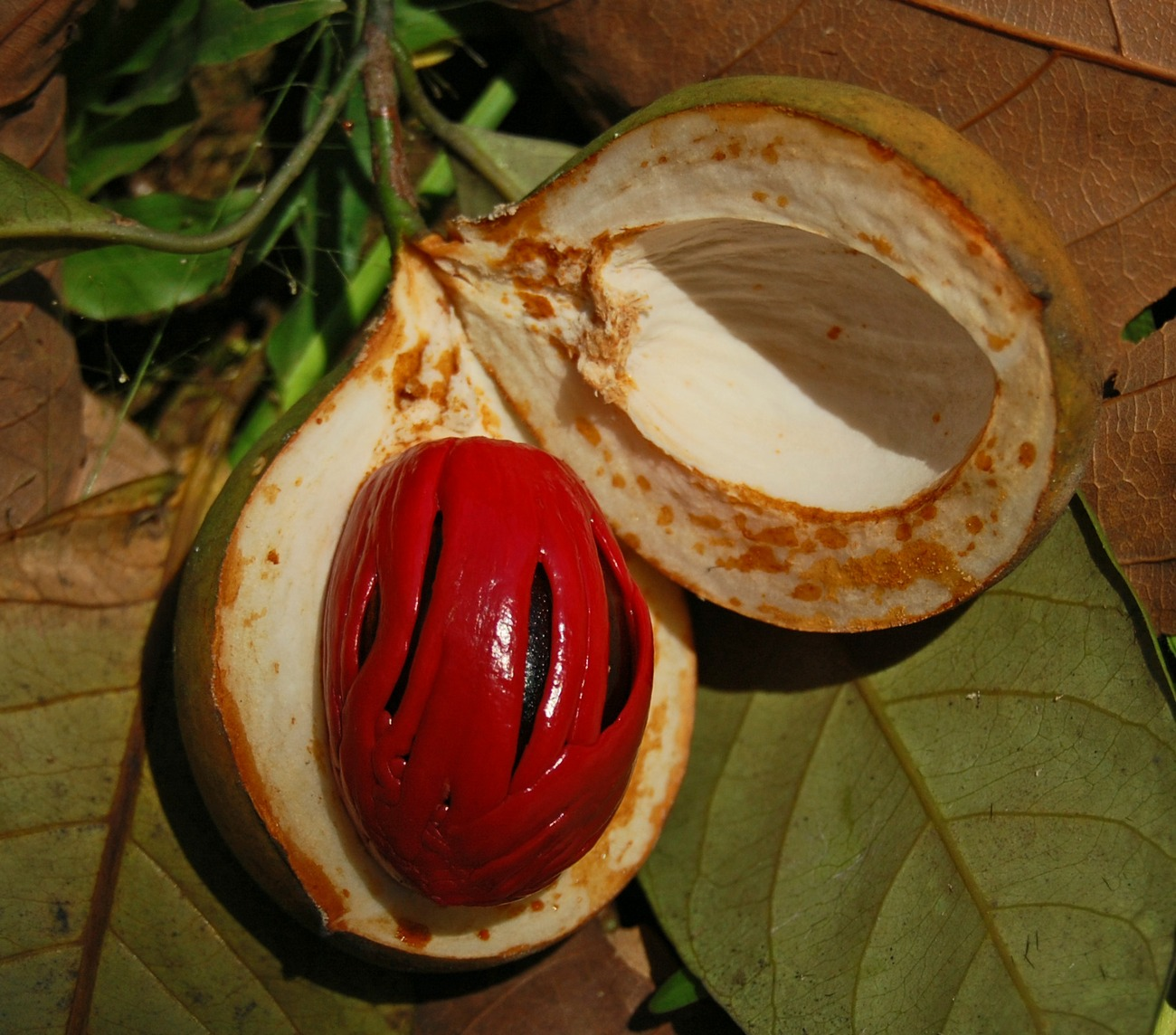
Ucuuba

Em perigo de extinção segundo a IUCN, sua distribuição abrange os estados brasileiros do Amapá, Amazonas, Maranhão, Pará, Pernambuco e Roraima, e a Costa Rica, Equador, Colômbia, Guiana Francesa, Guiana, Panamá, Peru, Suriname e Venezuela.

## Utilização popular
Comumente, o óleo é usado na fabricação de velas e como combustível para iluminação de lamparinas, que na queima exala um cheiro aromático. Na medicina caseira, principalmente, é aplicado com sucesso no tratamento de reumatismo, artrite, cólicas, aftas e hemorroidas½.. A manteiga de ucuuba, que é dura e amarelada, pode ser usada em combinação com outros ingredientes para a produção de velas e sabonetes vegetais, sendo um substituto vegetal para a parafina oriunda do petróleo. Sabonetes e cremes a base de ucuuba tem ação anti-inflamatória, cicatrizante, revitalizante e anti-séptica comprovada.

## Manteiga de ucuuba
A gordura de ucuuba possui um alto valor de ponto de fusão (53 oC) e de saponificação (220 mg KOH/g de óleo), o que supera os índices do sebo bovino (com valores de 43 a 45 oC e 200 mg KOH/g respectivamente) tornam a gordura da ucuuba uma matéria prima ideal para substituir o sebo animal na produção de sabonetes finos, e outras matérias gordurosas que necessitam de alto ponto de fusão na industria alimentícia e farmacêutica. A substituição do sebo animal pela gordura da ucuuba resolve o problema de contaminação de produtos pelo uso de sebo animal, além de dar a sabonetes uma maior consistência e durabilidade, sendo perfeitamente viável a sua utilização mesmo com preços superiores ao do sebo animal. As sementes da ucuuba são ricas em gordura (60 – 70%) possuindo 70% de trimiristina, um triglicerídeo do acido mirístico, que constitui um óleo essencial aromático que é de grande importância para as indústrias cosmética, farmacêutica e alimentícia. Atualmente, esse óleo essencial é extraído da noz-moscada, que possui uma concentração de cerca 80% desta substância.

## Composição da manteiga virgem de Ucuuba
| CARACTERÍSTICA                      | UNIDADE      | APRESENTAÇÃO        |
| ----------------------------------- | ------------ | ------------------- |
| Aparência (25Cº)                    | ----         | Sólido              |
| Cor                                 | ----         | Marrom para amarelo |
| Odor                                | ----         | Característico      |
| Índice de acidez                    | mgKOH/g      | < 30,0              |
| Índice de peroxido                  | 10 meq O2/kg | < 10,0              |
| Índice de iodo                      | gI2/100g     | 12 - 15             |
| Índice de saponificação             | mgKOH/g      | 220 - 230           |
| Densidade                           | 25ºC g/ml    | 0,9390              |
| Índice de refração (40°C)           | ----         | ----                |
| Materia insaponificável (bioativos) | %            | < 3                 |
| Ponto de fusão                      | Cº           | 53°C                |

## Composição dos acidos graxo da manteiga de ucuuba

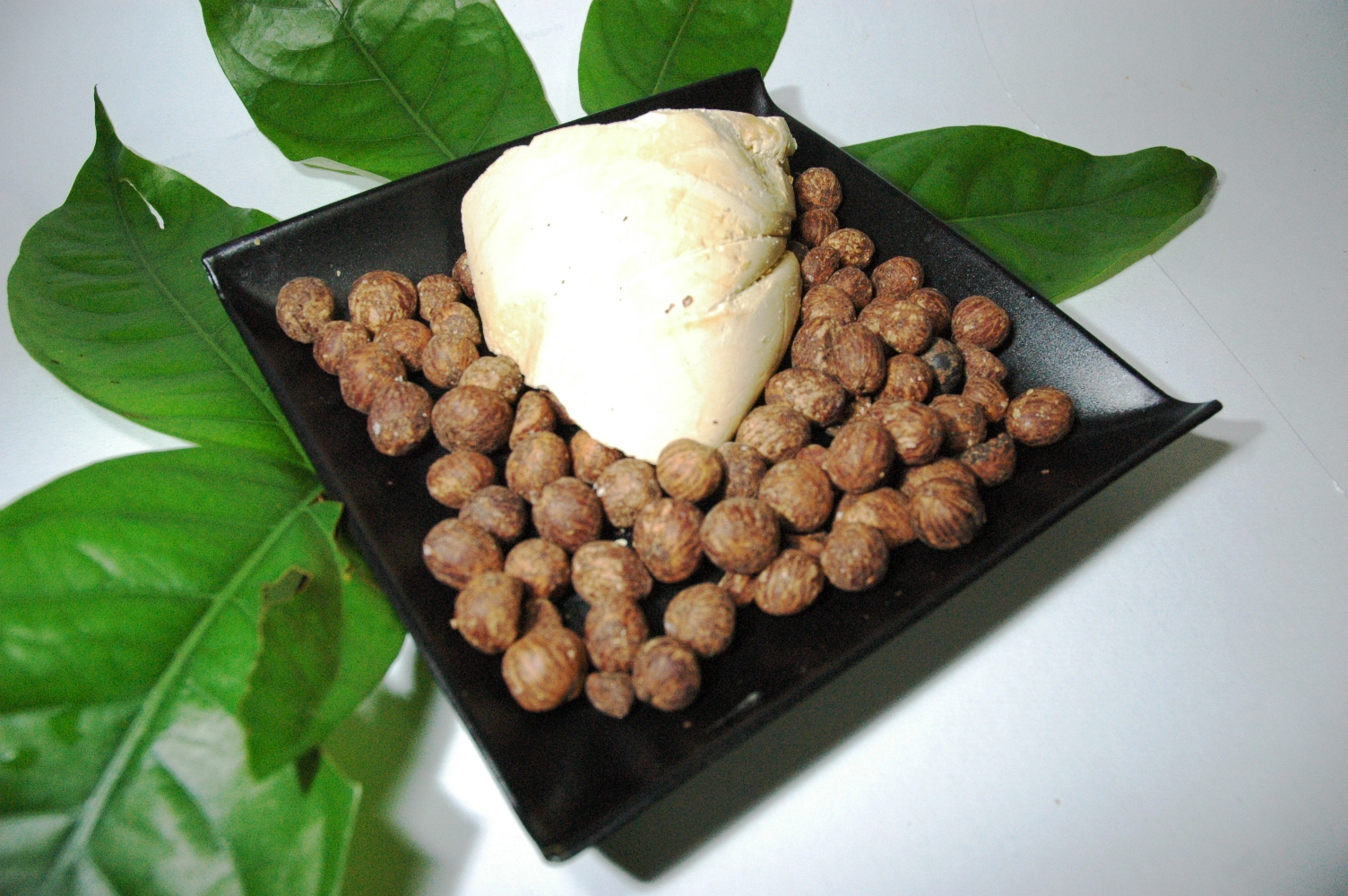
Manteiga de ucuuba ao lado de ucuubas da várzea

| Ácido láurico   | % Peso | 16,0 - 20,0 |
| Ácido mirístico | % Peso | 72,0 - 76,0 |
| Ácido palmitico | % Peso | 7,0 - 9,0   |
| Saturado        | %      | 100         |
| Insaturado      | %      | 0           |

1. ↑   LORENZI, H : Arvores Brasileiras – vol, 01. 1992, Instituto Plantarum, Nova Odessa – SP 384 pp
2. ↑    PESCE, C.: Oleaginosas da Amazônia, 1941, Oficinas Gráficas da Revista Veterinária, Belém/PA
3. ↑    MORAIS, L. R. : Banco de Dados Sobre Espécies Oleaginosas da Amazônia, não-publicado.
4. ↑   MORS, W.B. et. al.: Medicinal Plants of Brazil, 2000, Reference Publications, Inc Algonac, Michigan.
5. ↑   MORAIS, L. R. : Banco de Dados Sobre Espécies Oleaginosas da Amazônia, não-publicado